# Néa Ionía (kommunhuvudort)
Néa Ionía (Nea Ionia) är en kommunhuvudort i Grekland.   Den ligger i prefekturen Nomarchía Athínas och regionen Attika, i den sydöstra delen av landet, 7 km nordost om huvudstaden Aten. Néa Ionía ligger 119 meter över havet och antalet invånare är 67 134.
Terrängen runt Néa Ionía är kuperad åt nordost, men åt sydväst är den platt. Runt Néa Ionía är det tätbefolkat, med 257 invånare per kvadratkilometer. Närmaste större samhälle är Aten, 7,2 km sydväst om Néa Ionía. 